# Слободан Старчевић
Слободан Старчевић (Бања Лука, 14. август 1971) српски и босанскохерцеговачки је фудбалски тренер.

## Каријера

### Почетак
Старчевић је започео тренерску каријеру 2010. године када је постао помоћник тренера у Борцу из Бања Луке. После две године, тачније 2012. године, именован је за првог тренера Борца. Клуб је напустио у мају 2013. године кад је био смењен.
Након одласка из Борца, 11. јуна 2013. године, постао је нови тренер Рудара из Приједора. У септембру 2013. Старчевић је био отпуштен после серије лоших резултата и након што је имао скор од четири нерешене утакмице и три пораза на седам утакмица колико је водио Рудар.

### Крупа
Дана 24. јануара 2014. Старчевић је постао нови тренер фудбалског клуба Крупа. У мају 2014. са Крупом је освојио Другу лигу Републике Српске (група Запад), чиме је обезбеђен пласман у Прву лигу Републике Српске.
У мају 2016. са клубом је освојио прву и историјску титулу у Првој лиги Републике Српске у сезони 2015/16, а тиме је остварен улазак у Премијер лигу Босне и Херцеговине.
Старчевић је још једном ушао у историју фудбалског клуба Крупа, када је успео да одведе клуб до финала Купа Босне и Херцеговине у сезони 2017/18, у којем је Крупа у оба меча изгубила од Жељезничара из Сарајева (2:0 у Сарајеву и 2:4 у Крупој на Врбасу).
Дана 31. маја 2014. године, након скоро четири и по године проведених у клубу и постизања најбољих резултата у историји клуба до тада, напустио је Крупу.

### Тузла Сити
Дана 12. јуна 2018, две недеље након одласка из Крупе, постао је тренер новог премијерлигаша Тузла Ситиja, у то време још познатог као ФК Слога Симин Хан.
Првu званичну победу на месту тренера Тузла Ситија остварио је 4. августа 2018. године, резултатом 0:1 у гостима против Младости Добој Какањ.
Дана 23. фебруара 2019. године, осам месеци након што је именован за тренера клуба, Старчевић је напустио Тузла Сити након што је клуб имао слабије резултате, што је кулминирало поразом на домаћем терену од Сарајева са 0:3, у 20. колу првенства 2018/19.

### Повратак у Крупу
Дана 12. марта 2019. Старчевић се вратио у Крупу, клуб са којим је претходно имао велике успехе. Скоро десет месеци након одласка из клуба вратио се са циљем да, ако је могуће, спаси Крупу од испадања из Премијер лиге Босне и Херцеговине, где је био последњи на табели у текућој сезони.
У првој утакмици 17. марта 2019. године, Крупа је направила добар резултат одигравши нерешено 0:0 против Сарајева.
Прву победу са тимом је остварио 13. априла 2019, и то на домаћем терену са резлтатом 5:2 против Челика из Зенице. Иако је Крупа направила добре резултате са Старчевићевим на челу и освојио 11 бодова у 11 лигашких утакмица, ипак то није било довољно да избегне испадање, јер је клуб завршио на 11. месту, само три бода мање од десетопласираног Тузла Ситија, клуба у ком је радио пре него што је постављен за тренера Крупе.
Крупу је напустио по други пут у јуну 2019. године, након што му је истекао уговор са клубом.

### Радник Бијељина
Дана 11. новембра 2019. године, постављен је на место тренера Радника из Бијељине, заменивши Младена Жижовића који је на тој функцији био више од две године. У својој првој утакмици као тренер Радника, победио је Младост Добој Какањ у гостима 23. новембра 2019. резултатом 0:4. Први пораз са Радником је доживео 1. децембра 2019, у првенственој утакмици против Вележа из Мостара (резултат 0:1).

## Статистика
Ажурирано 7. децембра 2019.
| Тим             | Од            | До             | Статистика | Статистика | Статистика | Статистика | Статистика |
| Тим             | Од            | До             | О          | П          | Н          | И          | Про %      |
| --------------- | ------------- | -------------- | ---------- | ---------- | ---------- | ---------- | ---------- |
| Борац Бања Лука | Јул 2012      | Мај 2013       | 29         | 13         | 9          | 7          | 44.83      |
| Рудар Приједор  | Јун 2013      | Септембар 2013 | 7          | 0          | 4          | 3          | 0.00       |
| Крупа           | Јануар 2014   | Мај 2018       | 81         | 31         | 22         | 28         | 38.27      |
| Тузла Сити      | Јун 2018      | Фебруар 2019   | 21         | 5          | 5          | 11         | 23.81      |
| Крупа           | Март 2019     | Јун 2019       | 11         | 5          | 2          | 4          | 45.45      |
| Радник Бијељина | Новембар 2019 | Јануар 2020    | 3          | 1          | 0          | 2          | 33.33      |
| Укупно          | Укупно        | Укупно         | 152        | 55         | 42         | 55         | 36.18      |

## Успеси

### Тренер
Крупа
- Прва лига Републике Српске: 2015/16.
- Друга лига Републике Српске — Запад: 2013/14.
- Куп Босне и Херцеговине финалиста: 2017/18.